# Ахмад бін Алі аль-Фатхі
Ахмад бін Алі аль-Фатхі (араб. أحمد بن علي الفتحي; помер 1349) – імам Зейдитської держави у Ємені. Проголосив свій імамат разом з двома іншими претендентами Ях'я аль-Муайядом та Алі ан-Насіром бін Салахом.